# بازگشت به سیاهی (فیلم)
بازگشت به سیاهی (انگلیسی: Back to Black) یک فیلم درام زندگی‌نامه‌ای به کارگردانی سم تیلور-جانسون و نویسندگی مت گرین‌هالگ است که در سال ۲۰۲۴ منتشر شد. این فیلم بر اساس زندگی ایمی واینهاوس خواننده و ترانه‌سرای بریتانیایی ساخته شده است. ماریسا آبلا نقش اصلی را ایفا می‌کند و جک اوکانل، ادی مارسن و لسلی منویل از دیگر بازیگران این فیلم هستند.
پس از مرگ واینهاوس در سال ۲۰۱۱، چندین فیلم‌ساز تلاش کردند تا فیلمی دربارهٔ او بسازند اما هیچ‌کدام به‌جایی نرسیدند. در سال ۲۰۱۸، ورثهٔ واینهاوس اعلام کردند که قراردادی را برای یک فیلم زندگینامه‌ای دربارهٔ زندگی و حرفهٔ او نوشته‌اند. فیلمبرداری آن فیلم ژانویه ۲۰۲۳ در لندن آغاز شد.
این فیلم در ۱۱ آوریل ۲۰۲۴ توسط استودیوکانال در استرالیا و در ۱۲ آوریل ۲۰۲۴ در بریتانیا اکران شد. فوکس فیچرز فیلم را در ۱۷ مه ۲۰۲۴ در ایالات متحده اکران کرد. بازگشت به سیاهی نقدهای متفاوتی از منتقدان گرفت و به فروش ۵۰ میلیون دلاری در سراسر جهان رسید.